# 竹村民郎
竹村 民郎（たけむら たみお、1929年2月17日 - ）は、日本の社会学者。
大阪生まれ。立命館大学文学部卒。立正大学短期大学部教授、大阪産業大学経済学部教授。99年定年。国際日本文化研究センター共同研究員。近代日本の社会・文化を研究した。

## 著書
- 『独占と兵器生産―リベラリズムの経済構造』勁草書房、1971年
- 『大正文化』講談社現代新書　1980
- 『廃娼運動 廓の女性はどう解放されたか』中公新書 1982
- 『笑楽の系譜 都市と余暇文化』同文館出版 1996
- 『大正文化帝国のユートピア 世界史の転換期と大衆消費社会の形成』三元社 2004
- 『竹村民郎著作集』全5巻 三元社

1 (廃娼運動)　2011
2 (モダニズム日本と世界意識) 2012
3 (阪神間モダニズム再考) 2012
4 (帝国主義と兵器生産) 2013
5 (リベラリズムの経済構造) 2015

### 共編
- 『経済学批判への契機』編 三一書房 1974
- 『関西モダニズム再考』鈴木貞美共編 思文閣出版 2008

記念論集
- 『竹村民郎著作集完結記念論集』三元社 2015

## 論文
- <竹村民郎